# MUF
La frecuencia máxima utilizable (MUF, de sus siglas en inglés: Maximum usable frequency) describe la máxima frecuencia que puede utilizarse para establecer una comunicación entre dos puntos, utilizando la propagación por reflexión ionosférica.
La MUF es una predicción numérica para un día determinado y a una hora determinada, con un 50% de error. Se la calcula como una frecuencia mediana que predice eficazmente la MUF el 50% de los días de un mes. 
En la práctica, hay que tomar de un 80 a un 90% de la MUF para tener una frecuencia práctica utilizable.

En una radiotransmisión la frecuencia máxima utilizable es la frecuencia más alta que se puede usar entre una transmisión punto a punto utilizando el reflejo de la ionosfera a una fecha y hora específica, independientemente de la potencia del transmisor. Este índice es utilizado especialmente en ondas cortas.